# Kukulcania hibernalis
Espèce
Synonymes
- Filistata hibernalis Hentz, 1842
- Filistata capitata Hentz, 1842
- Teratodes depressus C. L. Koch, 1842
- Filistata cubaecola Lucas, 1857
- Filistata distincta Blackwall, 1867
- Mygale muritelaria Holmberg, 1876
- Filistata isolinae Alayón, 1972
- Filistata tenerifensis Wunderlich, 1992

Kukulcania hibernalis est une espèce d'araignées aranéomorphes de la famille des Filistatidae.

## Distribution
Cette espèce se rencontre en Amérique des États-Unis à l'Argentine.
Elle est originaire du Sud des États-Unis et du Nord-Est du Mexique.
Elle a été introduite en Argentine, au Chili, en Bolivie, au Paraguay, en Uruguay, au Brésil, au Guyana, au Suriname, au Venezuela, à Trinité-et-Tobago, à Aruba, en Colombie, au Panama, au Costa Rica, au Nicaragua, au Honduras, au Guatemala, à Cuba, en Jamaïque, aux Îles Turques-et-Caïques, à Haïti, à Porto Rico, aux Îles Vierges des États-Unis, à Antigua, aux Bermudes, au Liberia, aux îles Canaries, et sur l'île de l'Ascension.
Elle est souvent synanthropique.

## Description

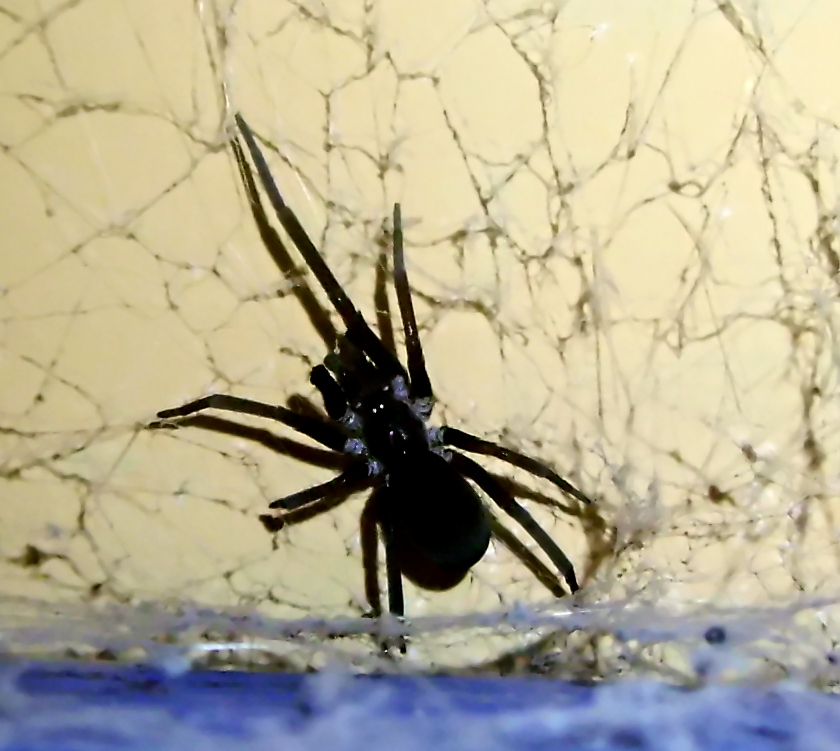
Kukulcania hibernalis

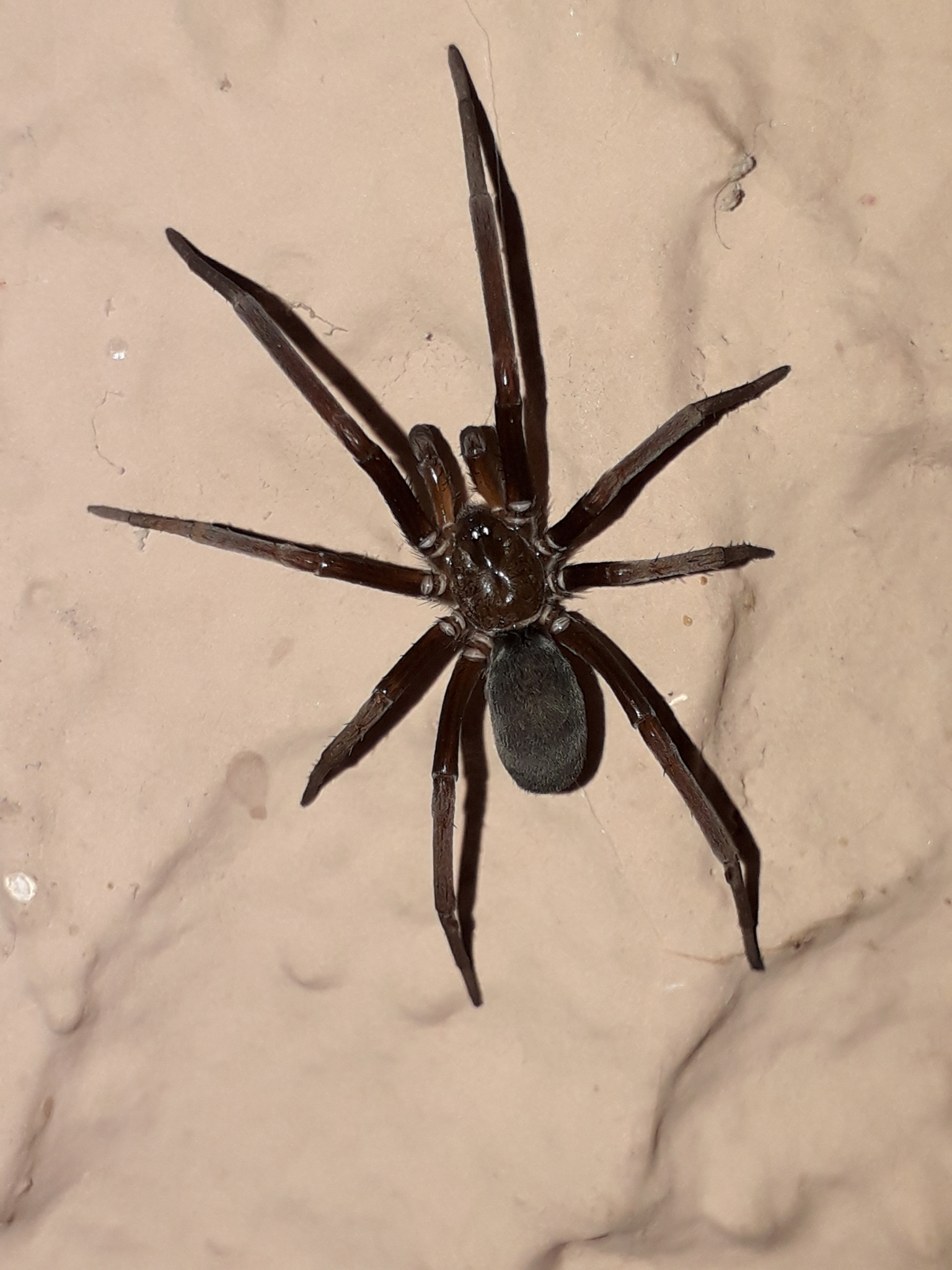
Kukulcania hibernalis

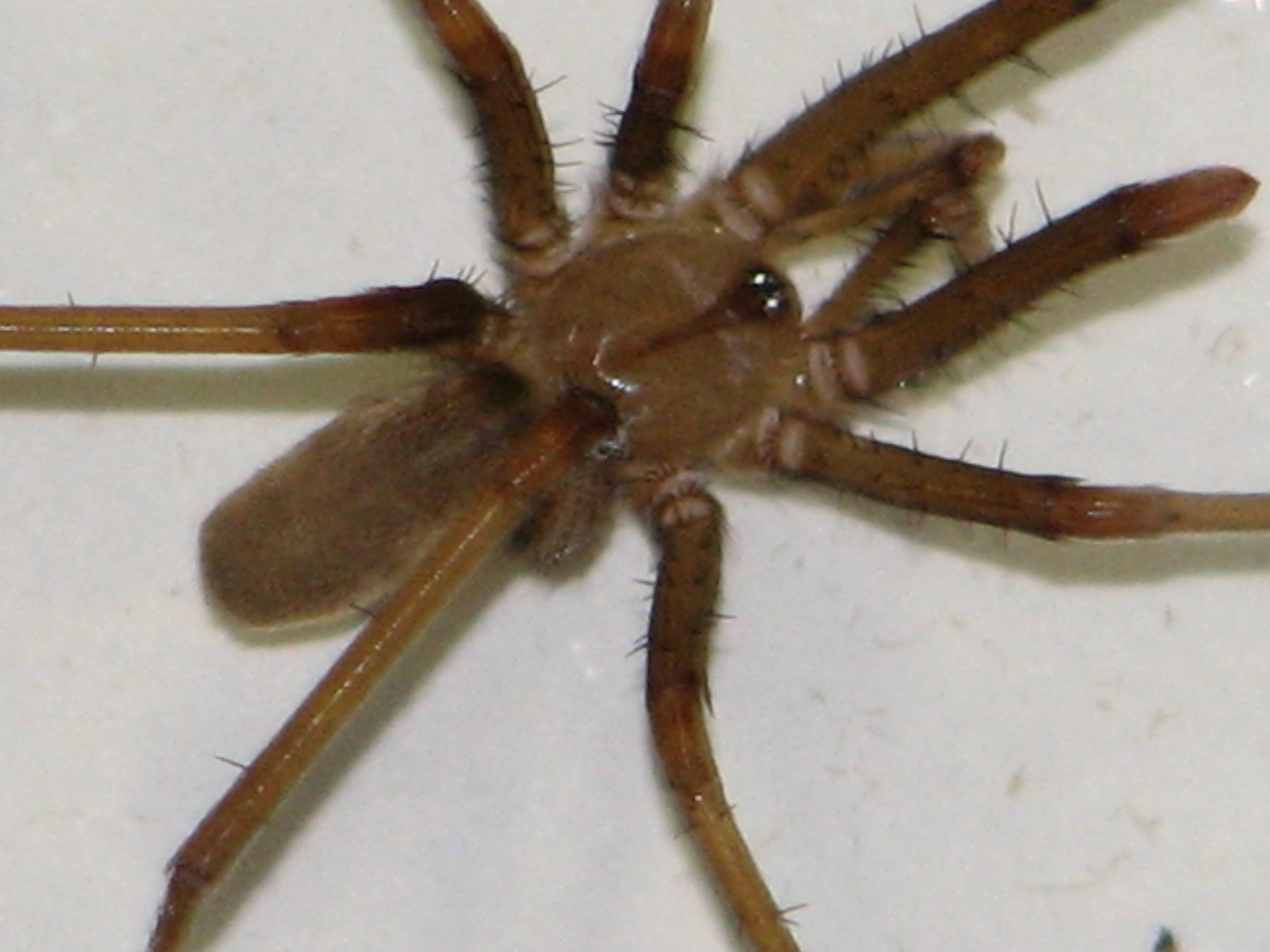
Kukulcania hibernalis

Le mâle décrit par Magalhaes et Ramírez en 2019 mesure 9,64 mm et la femelle 16,85 mm, les mâles mesurent de 8,67 à 11,31 mm et les femelles de 10,36 à 17,95 mm.

## Systématique et taxinomie
Cette espèce a été décrite sous le protonyme Filistata hibernalis par Hentz en 1842. Elle est placée dans le genre Kukulcania par Lehtinen en 1967.
Mygale muritelaria a été placée en synonymie par Mello-Leitão en 1943.
Filistata isolinae a été placée en synonymie par Brescovit, Sánchez-Ruiz et Alayón en 2016.
Filistata tenerifensis a été placée en synonymie par Zonstein et Marusik en 2019.

## Publication originale
- Hentz, 1842 : « Descriptions and figures of the araneides of the United States. » Boston Journal of Natural History, vol. 4, p. 54-57 & 223-231 (texte intégral).